# Echinopora gemmacea
Echinopora gemmacea är en korallart som först beskrevs av Jean-Baptiste Lamarck 1816.  Echinopora gemmacea ingår i släktet Echinopora och familjen Faviidae. IUCN kategoriserar arten globalt som livskraftig. Inga underarter finns listade i Catalogue of Life.